# Невилл, Томас (владелец Брансепета)
Томас Невилл (англ. Thomas Neville; ум. 22 февраля 1458) — английский рыцарь и землевладелец, младший из трёх сыновей Джона Невилла, барона Невилла, от брака с Элизабет Холланд. Томас владел замком Брансепет в Дареме и поместьем Джиллинг в Йоркшире.

## Происхождение
Томас происходил из старшей ветви аристократического английского рода Невиллов, который был вторым по значимости родом в северо-восточной Англии после рода Перси. Он был младшим из трёх сыновей Джона Невилла, старшего сына Ральфа Невилла, 1-го графа Уэстморленда, одного из самых могущественных магнатов на севере Англии, от первого брака с Маргарет Стаффорд. Джон умер раньше отца — в 1420 году. При этом по завещанию графа Уэстморленда, составленному в 1424 году, дети, родившиеся от его первого брака, были лишены большинства владений, переданных детям от второго брака с Джоан Бофорт, легитимизированной дочерью Джона Гонта, герцога Ланкастера и Екатерины Суинфорд.
Мать Томаса, Элизабет Холланд, была дочерью Томаса Холланда, 2-го графа Кента, единоутробного брата короля Англии Ричарда II. Холланды выдвинулись в XIV веке. Томас Холланд, 1-й граф Кент, дед Элизабет, был женат на Джоанне, 4-й графине Кент, внучке короля Эдуарда I; после смерти Томаса она вышла замуж за принца Уэльского Эдуарда Чёрного Принца, старшего сына и наследника короля Эдуарда III, в этом браке родился король Ричард II. Благодаря родству с ним, сыновья Томаса Холланда сделали успешную придворную карьеру, заметно обогатившись.
У Томаса было двое старших братьев: Ральф Невилл (17 сентября 1406 — 3 ноября 1484), 2-й граф Уэстморленд с 1425 года, и Джон Невилл (ок. 1410 — 29 марта 1461), 1-й барон Невилл с 1459. Также у него была сестра Маргарет, которая была замужем за сэром Уильямом Люси из Вудкрофта в Беркшире.

## Биография
Год рождения Томаса неизвестен. В 1430-е годы между представителями двух ветвей Невиллов велась феодальная война, в которой братья (особенно второй, Джон) играли заметную роль. Но при этом спор был неравным, ибо граф Солсбери был богаче, а также был связан со многими влиятельными представителями знати и духовенства и находился в близком родстве с королём.
Вражда между двумя ветвями рода продолжалась до 1443 года, когда было достигнуто формальное урегулирование земельного спора. Хотя граф Уэстморленд и смог получить родовой замок Рэби и другие владения в Дареме, однако остальные владения так и остались у графа Солсбери. Кроме того, граф обязался выплачивать графу Солсбери и его братьям ренту в 400 фунтов в год, если нарушит условия урегулирования. При этом Томас Невилл был вынужден заключать отдельное соглашение. В итоге представители старшей ветви Невиллов продолжали обижаться на своих кузенов и конфликт окончательно так и не угас. В результате он привёл к тому, что во время политических событий 1450-х годов, которые привели к войне Алой и Белой розы, представители двух ветвей Невиллов оказались в разных лагерях: потомки Маргарет Стаффорд поддерживали Ланкастеров, а потомки Джоан Бофорт (граф Солсбери и его сыновья) — Йорков.
После достижения урегулирования старший из братьев, Ральф, практически не принимал участие в политических и военных событиях Англии этого времени. В то же время его братья, Джон и Томас, принимали активное участие в политическом кризисе 1450-х годов, который привёл к войне Алой и Белой розы.
К началу 1440-х годов Томас выгодно женился — на Элизабет Бомонт, дочери сэра Генри Бомонта, 5-го барона Бомонта, которая на правах вдовьей доли владела частью земель двух предыдущих мужей, Уильяма Дейнкура и сэра Ричарда Гастингса. В 1451 году он получил поместье Джиллинг в Йоркшире, а в октябре 1454 года граф Уэстморленд передал ему свои поместья Байвелл, Болбек и Стайфорд. При этом Томас по большей части интересовался происходящим в северной Англии. В 1448 году он был шерифом графства Нортумберленд, а в 1452 году вошёл в состав комиссии, занимавшейся отношениями с Шотландией. При этом тот факт, что Томас был вынужден в 1443 году заключить отдельное соглашение с графом Солсбери, возможно, свидетельствует о том, что он был самым строптивым из всех братьев. Так известно, что в марте 1454 года он собрал отряд, с которым ограбил дом одного из сторонников Томаса Перси, барона Эгремона, младшего сына графа Нортумберленда.
Томас умер 22 февраля 1458 года. Наследовал ему сын Хамфри. Также у Томаса был ещё один законнорождённый сын Чарльз и незаконнорождённый Джордж.

## Брак и дети
Жена: Элизабет Бомонт, дочь сэра Генри Бомонта, 5-го барона Бомонта, и Элизабет Уиллогби. Дети:
- сэр Хамфри Невилл (ок. 1439 — казн. 29 сентября 1469), владелец Брансепета[8][14][17].
- Чарльз Невилл (казн. 29 сентября 1469)[8][14][17].

Также у Томаса был минимум один незаконнорождённый сын:
- сэр Джордж Невилл[18].